# Dusty (mèo)
Dusty the Klepto Kitty là một con mèo nhà thuộc giống mèo Snowshoe nổi tiếng vào đầu năm 2011 vì hành vi "ăn trộm". Kể từ lần xuất hiện cuối tháng 2 năm 2011 trong Late Show with David Letterman, Dusty đã đánh cắp 16 găng tay rửa xe, 7 miếng bọt biển, 213 khăn lau chén, 7 khăn lau, 5 khăn, 18 giày, 73 vớ, 100 găng tay, 1 đôi găng tay, 3 tạp dề, 40 quả bóng, 4 cặp đồ lót, 1 vòng cổ chó, 6 đồ chơi cao su, 1 chăn, 3 ấm chân, 2 đĩa ném đồ chơi, 1 khăn che đầu câu lạc bộ golf, 1 mặt nạ an toàn, 2 túi lưới, 1 túi bóng bay nước, 1 cặp quần pyjama, 8 bộ đồ tắm và 8 đồ vật linh tinh.
Nó có được biệt danh Klepto Kitty sau khi mang về nhà hơn 600 vật phẩm từ những khu vườn mà nó "tham quan" rình mò vào ban đêm. Chủ sở hữu của Dusty nói rằng hành vi trộm cắp kỷ lục của con mèo này là 11 món đồ vật trong một lần đi chơi. Nó đã bị chụp ảnh lại khi đang tha về nhà một chiếc áo ngực.

## Những năm đầu
Sinh ngày 20 tháng 3 năm 2006, Dusty là một chú mèo Snowshoe sống ở San Mateo, California. Nó được nhận nuôi từ Hội Nhân đạo Bán đảo bởi Jean Chu và Jim Coleman.
Hai năm đầu đời của Dusty bình thường như bao con mèo khác, nhưng vào năm 2008, những người chủ của nó bắt đầu nhận thấy những đồ vật trong gia đình không thuộc về họ xuất hiện ở những nơi xa lạ và họ bắt đầu nghi ngờ rằng con mèo của họ sẽ đưa chúng về nhà, một sự nghi ngờ rằng cuối cùng họ đã có thể xác nhận.

## Nổi tiếng
Mặc dù hành vi trộm cắp của Dusty bắt đầu vào năm 2008, Dusty đã không thực sự nổi tiếng bên ngoài khu phố của mình cho đến khi chương trình Animal Planet Must Love Cat phát sóng những tìm hiểu về mèo Dusty vào tháng 2 năm 2011. Đội ngũ "Must Love Cat" đã có thể thiết lập một chuyển động - kích hoạt camera quan sát ban đêm và "bắt" được khoảnh khắc Dusty tha chiến lợi phẩm về nhà. Tường thuật của Animal Planet ngày 14 tháng 2 năm 2011, câu chuyện của Vic Lee của KGO-TV ở San Francisco, và sự xuất hiện của Dusty trong Chương trình Late Show with David Letterman vào ngày 22 tháng 2 năm 2011.